# Ficus aurea
Ficus aurea, trong tiếng Anh được biết đến dưới các tên Florida strangler fig, golden fig, và higuerón,, là một loài thực vật có hoa trong chi Sung (Ficus), họ Moraceae gốc ở bang Florida của Mỹ, bắc và tây Caribbe, miền nam Mexico và Trung Mỹ. Nó được mô tả lần đầu bởi nhà thực vật học Thomas Nuttall năm 1846.

## Mô tả
Ficus aurea là một loài cây có thể đạt chiều cao 30 m (98 ft). Các loài sung thường là cây thường xanh, nhưng F. aurea gần như trụi lá vào mùa đông ở vùng Florida. Hình dạng và kích thước của lá có nhiều biến thể. Có thể nhỏ hay lớn hơn 10 cm (4 in).

## Phân loại
Với khoảng 750 loài, chi Ficus của họ Moraceae là một trong các cây hạt kín có số loài lớn nhất (David Frodin của Chelsea Physic Garden cho nó là chi lớn thứ 31). Ficus aurea được phân loại trong phân chi Urostigma và đoạn Americana. Phân tích phân tử cho thấy phân chi Urostigma là nhóm đa ngành.
Thomas Nuttall mô tả loài này trong chương hai của tác phẩm The North American Sylva (1846) với tên loài aurea ('vàng' trong tiếng Latin).

## Hình ảnh

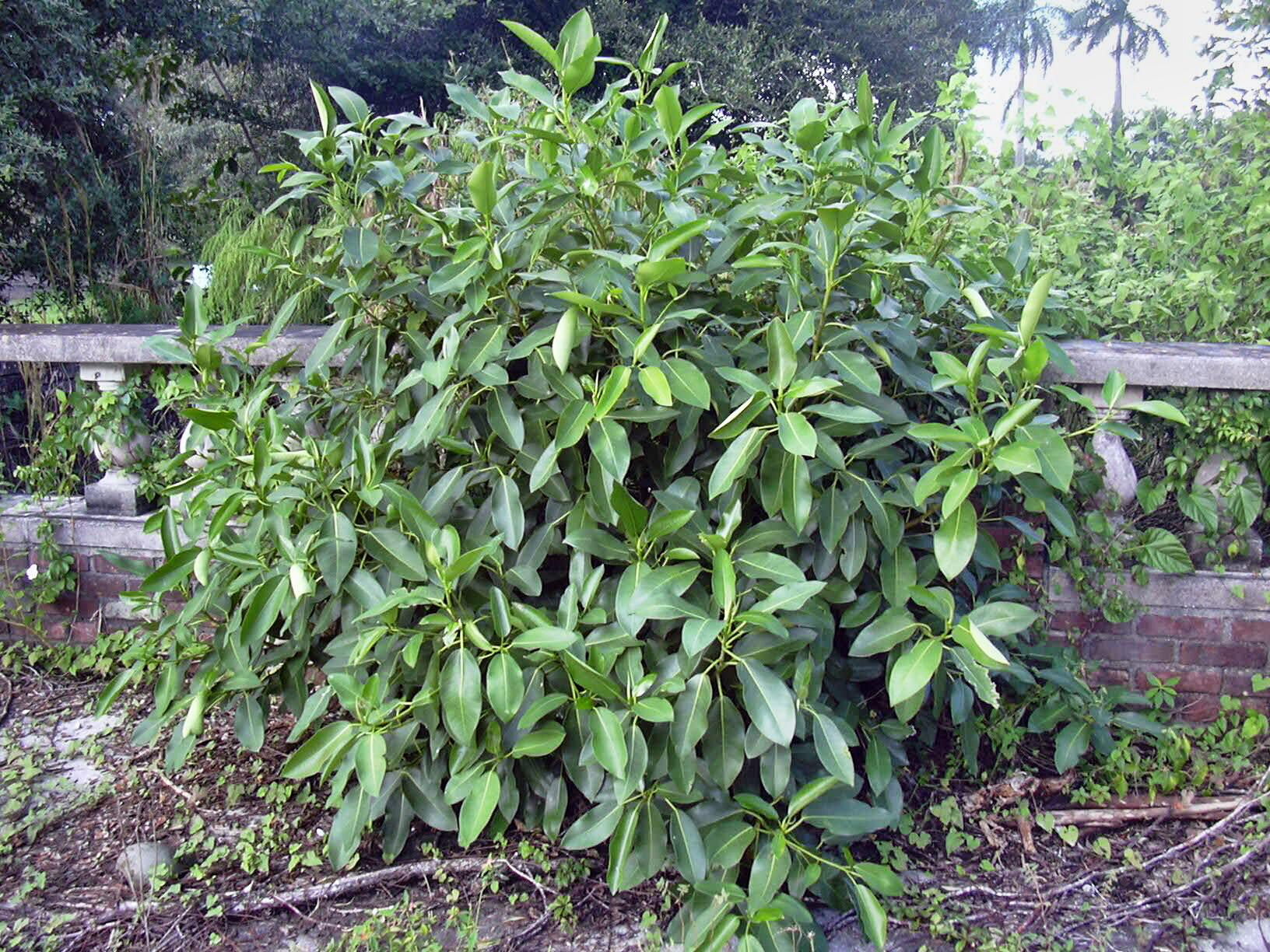
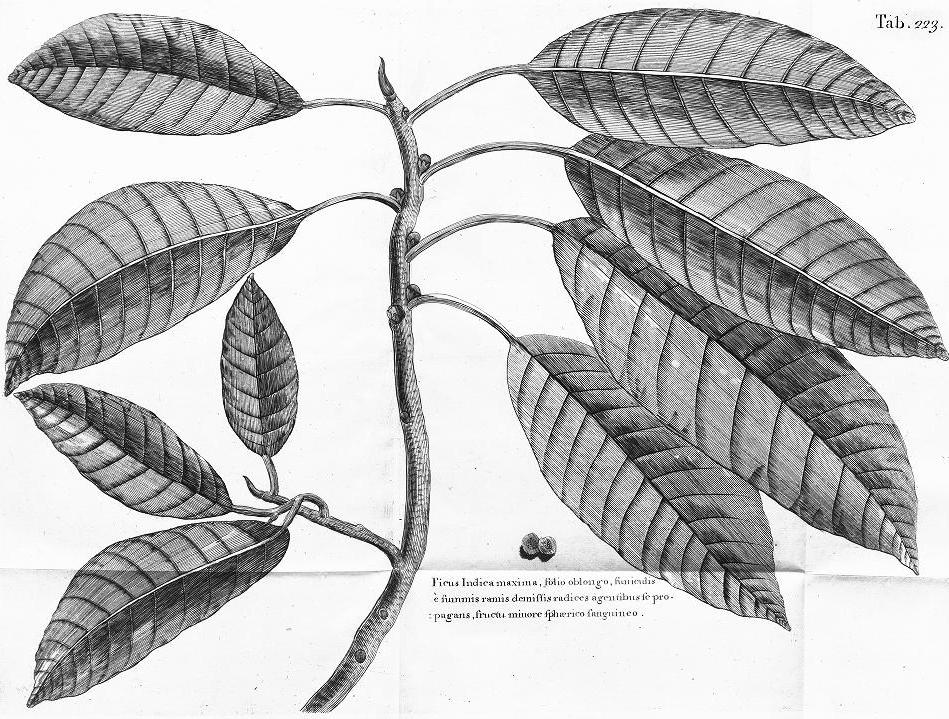
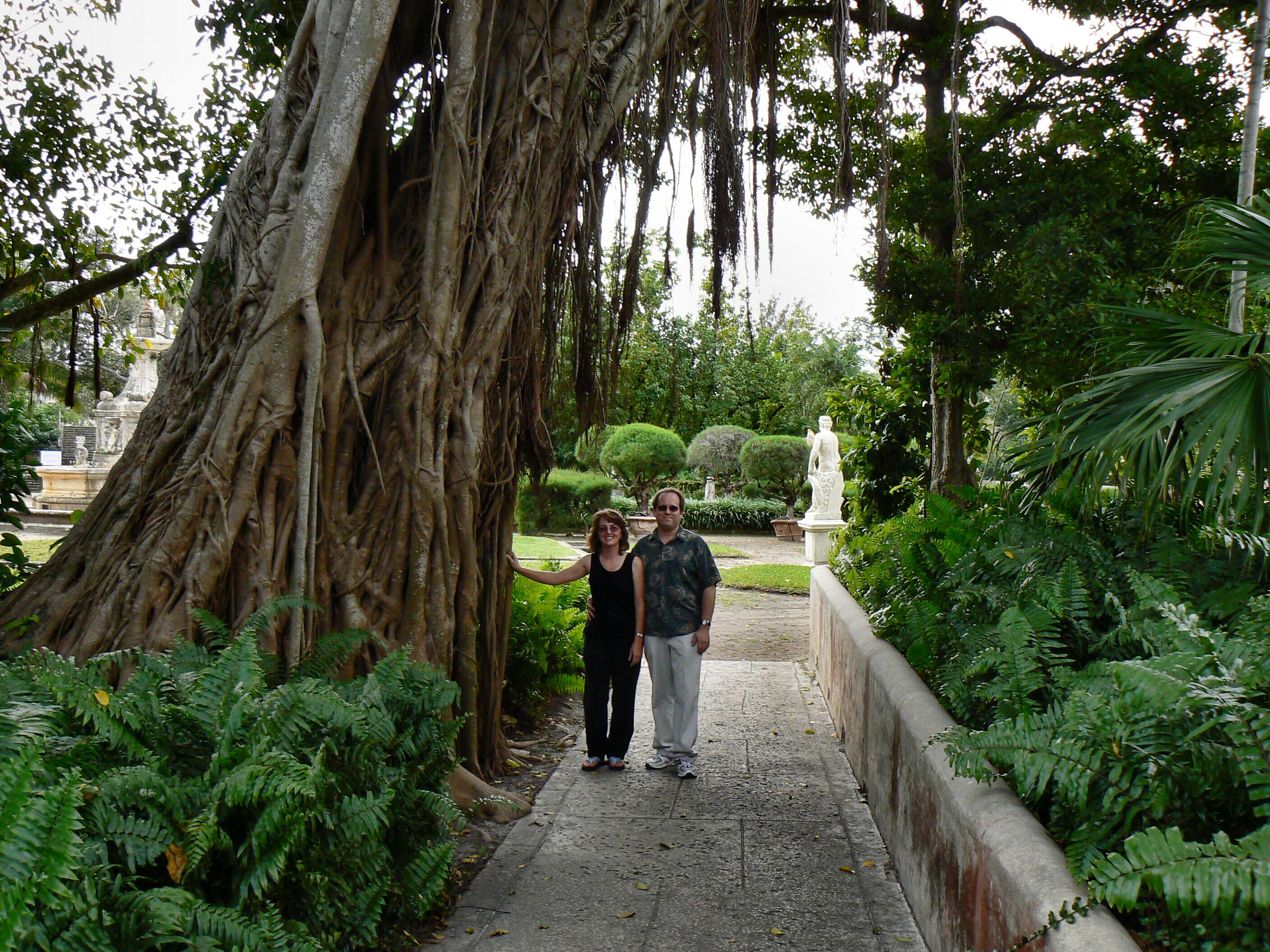
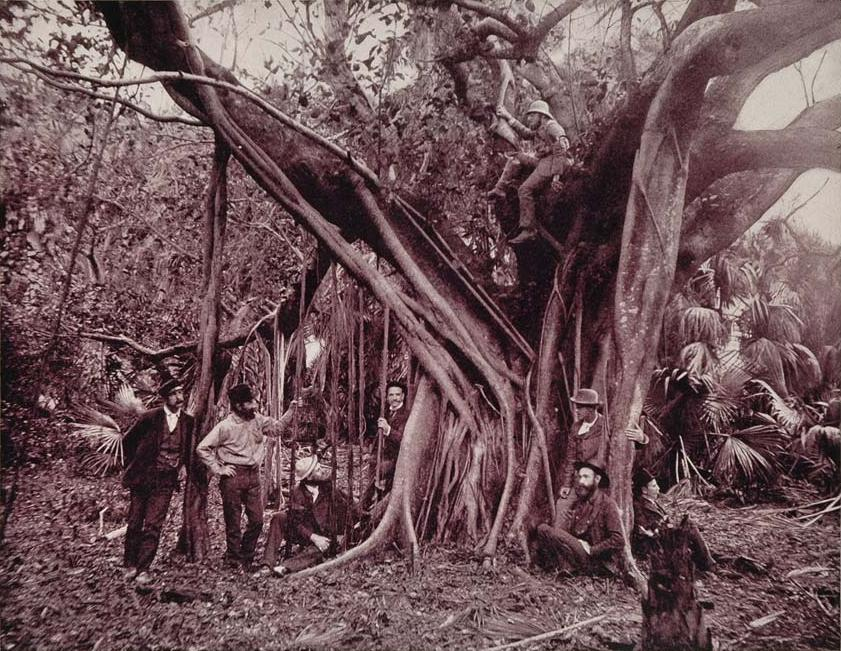